# Melissa Antunes
Melissa Antunes (nascida em 8 de janeiro de 1990) é uma futebolista portuguesa que mais recentemente jogou como meia do SC Braga no Campeonato Nacional de Futebol Feminino.

## Biografia
Antunes nasceu no Canadá, mas mudou-se para Portugal ainda jovem. Começou a jogar futsal feminino ainda criança.

## Carreira
Antunes começou a jogar futsal feminino adulto na adolescência em ligas e equipas semi-profissionais de Portugal. Ela praticou o esporte durante a maior parte de sua carreira. Em 2016, assinou com a sua primeira equipa de futebol feminino, o SC Braga, que joga na liga semiprofissional de futebol feminino português. Afirmou várias vezes que não pretendia deixar o futsal mas como lhe foi oferecido um contrato pelo Braga não pôde recusar, pois é adepta do SC Braga desde muito jovem.

### Internacional
Antunes jogou pela primeira vez pela seleção de Sub-19 de Portugal em 26 de setembro de 2006, em uma partida contra a Hungria Sub-19 em um jogo de qualificação para o Campeonato Feminino de Sub-19 da UEFA de 2006. Ela então passou a representar o time até 2008, somando 18 partidas e marcando 5 gols.
A 16 de fevereiro de 2008, Antunes estreou-se por Portugal num jogo de qualificação para o UEFA Women's Euro 2009, frente à Eslováquia. Passou então a representar Portugal em várias competições até 2011. Nesse ano, fez a transição para representar a seleção feminina de futsal de Portugal. Ela estreou pela seleção de futsal em 5 de dezembro de 2011, com uma vitória por 4 a 0 sobre o Japão na primeira fase do Torneio Mundial de Futsal Feminino de 2011 em Fortaleza, Brasil. Portugal terminou em terceiro lugar nessa competição, tendo disputado todas as partidas da seleção no torneio. Antunes voltou a representar a seleção portuguesa de futebol em fevereiro de 2012, na vitória por 6 a 0 sobre a Armênia. Passou então a jogar pelas duas equipes concomitantemente até setembro de 2012, quando Antunes decidiu jogar internacionalmente apenas pela seleção de futsal. Até dezembro de 2016, ela jogou pelo time em vários torneios de futsal feminino (incluindo 6 Torneio Mundial de Futsal Feminino ) e somou 44 internacionalizações, marcando 30 gols.
Depois de assinar com o SC Braga em dezembro de 2016, Antunes voltou a jogar futebol feminino e, em fevereiro de 2017, foi escolhida pelo treinador Francisco Neto para representar Portugal na Algarve Cup 2017. Em 3 de março de 2017, ela voltou a jogar por Portugal na derrota por 6 a 0 contra a seleção feminina de futebol da Dinamarca, pondo fim a um hiato de cinco anos da seleção nacional. A 6 de julho de 2017, Antunes foi escolhida por Francisco Neto para representar Portugal no UEFA Women's Euro 2017, a primeira vez que a seleção feminina portuguesa se classificou para um grande torneio. Antunes disputou duas partidas no torneio, já que Portugal foi eliminado na primeira fase da competição.

## Vida pessoal
Tal como muitas jogadoras portuguesas de futebol feminino internacional, Antunes não é atleta profissional. Depois de assinar com o SC Braga em dezembro de 2016, passou a ser remunerada por jogar futebol pela primeira vez na vida. No entanto, seus ganhos não são suficientes para garantir seu sustento, então ela é obrigada a manter outras atividades profissionais concomitantemente ao futebol. Antunes é licenciado em educação física e trabalha como professor na Universidade de Fafe em Fafe, Portugal. Ela também trabalha como agente esportiva.